# Organisation des moudjahiddines du peuple iranien
L'Organisation des moudjahiddines du peuple iranien (OMPI) (persan : سازمان مجاهدين خلق ايران, Sāzmān-e Mojāhedin-e Khalq-e Irān, Mujaheddin-e-Khalq, MeK) est un mouvement d'opposition au régime du Shah Mohammad Reza Pahlavi puis contre la république islamique d'Iran, qui a pour fondement idéologique une interprétation révolutionnaire de l'islam.[précision nécessaire]
Fondée en opposition au chah, l'OMPI demeure active en Iran et à l'extérieur, durant et après la Révolution islamique de 1979. Elle est notamment fondée et dirigée par Mohammad Hanifnejad, puis dirigée par Massoud Radjavi, et demeure conduite en exil par son épouse, Maryam Radjavi. L'OMPI boycotte le référendum constitutionnel iranien de décembre 1979, ce qui conduit Khomeini à exclure le chef de l'OMPI, Massoud Radjavi, de l'élection présidentielle iranienne de 1980,.
Le 20 juin 1981, l'OMPI organise une manifestation contre Khomeini dans le but de renverser le régime. Une cinquantaine de manifestants ont été tués lors des manifestations. OMPI combat contre la république islamique d'Iran entre 1980 et 1988 (en participant à l'opération Quarante étoiles et à l'opération Mersad), ce qui en fait la cible prioritaire de la République Islamique,.
En 1986, la république islamique d'Iran (IRI) demande à la France d'expulser l'OMPI de son siège parisien. En réponse, elle rétablit son camp de base d'Achraf en Irak,, et par le Home Office britannique jusqu'en juin 2008[pas clair].
L'OMPI est décrite par plusieurs sources comme étant le groupe d'opposition politique le plus important et le plus actif d'Iran,. L'OMPI est membre du Conseil national de la résistance iranienne (CNRI), qui déclare lutter pour l'instauration d'un régime démocratique et laïque en Iran.
De 1997 à 2013, l'OMPI est classée comme organisation terroriste par les États-Unis, le Canada, l'Union européenne et le Japon. Elle figure toujours classée comme organisation terroriste par l'Iran et par l'Irak post-Saddam.

## Opposition au shah et à la révolution islamique d'Iran

### Fondements idéologiques
L'Organisation des moudjahiddines du peuple iranien est fondée en 1965 par un groupe de jeunes intellectuels iraniens se réclamant d'un islam libéral, teinté d'idéologie de gauche. L'OMPI est la première organisation iranienne à développer systématiquement une interprétation révolutionnaire moderne de l'islam. Cette interprétation contraste avec l'islam conservateur du clergé traditionnel de l'ayatollah Rouhollah Khomeini. L'organisation est qualifiée d'« islamo-marxiste » par la Savak (police politique du shah). Selon l'intellectuel Afchine Matine-Asgari (2004), il s'agissait toutefois là d'« une étiquette polémique ingénieuse » pour stigmatiser les opposants au shah. Le CNRI lui-même affirme que Massoud Radjavi rejetait le matérialisme historique dès 1979, tandis qu'il s'était opposé dès les années 1970 à l'ayatollah Khomeini. En août 1981, l'ex-sous-secrétaire d'État américain George Ball (en) écrit :

« Cette habitude de la presse de condamner les moudjahiddines du peuple en tant que « gauchistes » a aggravé sérieusement le problème. Massoud Radjavi est le chef de file du mouvement. Son intention est de remplacer l’actuel régime islamique rétrograde par un islam chiite moderne tirant ses principes égalitaires des sources coraniques, et non de Marx. »

Pour Henry Sorg, le Parti des Moudjahidines du peuple se fonde sur « une synthèse entre islamisme, gauche radicale et nationalisme anti-impérialiste ». À l'origine, le mouvement revendique l'inspiration du Front national de Mohammad Mossadegh, Premier ministre de 1951 à 1953, et est fortement influencé par les écrits d''Alî Sharî'atî, sociologue des religions et militant politique de l'opposition à la monarchie pahlavie. Les moudjahidines conjuguent tout à la fois la pensée d'un islam chiite politique, une approche socio-économique marxiste et la revendication d'une société sans classe, ainsi qu'une critique de la domination occidentale et un nationalisme révolutionnaire proche des mouvements de libération nationale du Tiers-monde. Même si les membres fondateurs de l'OMPI s'appuient sur les influences sociologiques de Marx, ils rejettent l'idéologie politique de Marx. D’un autre côté, les membres du groupe Peykar, qui se sépare de l’OMPI au début et au milieu des années 1970, se disent marxistes,. L'OMPI projette l'image d'une « force islamique tournée vers l'avenir, radicale et progressiste ». Tout au long de la révolution, l'OMPI joue un rôle majeur dans le développement de la « femme musulmane révolutionnaire », présentée comme « l'exemple vivant du nouvel idéal de la féminité ».

### Sociologie
Une des caractéristiques de l'organisation à ses débuts est que sa base militante est extrêmement jeune. Elle mobilise une nombreuse population étudiante et lycéenne issue de la classe moyenne non fortunée, mais qui a eu accès à l'éducation. Ses membres appartenaient principalement aux cercles intellectuels iraniens, en particulier la classe moyenne salariée, les étudiants, les enseignants, les fonctionnaires et autres professionnels. Selon Ervand Abrahamian, « l'interprétation moderniste de l'islam par l'OMPI a séduit les jeunes instruits qui, tout en restant culturellement attachés à l'islam, ont rejeté ses interprétations cléricales démodées ». Contrairement au gouvernement de Khomeini, l'OMPI a accepté les concepts occidentaux (en particulier dans les sciences sociales).

### Les premières années
L'organisation est fondée pour mener une guérilla urbaine visant à ébranler le gouvernement du chah. En août-septembre 1971, 90 % de ses membres sont exécutés, puis trois de ses fondateurs en mai 1972, à la veille de la visite du président Nixon à Téhéran[source insuffisante]. Les moudjahiddines du peuple participent activement au renversement de la monarchie en 1979. En 1978, l'ayatollah Khomeini revient de son exil français en 1978, mais l'OMPI s'opposent au principe du gouvernement du docteur de la loi islamique et soutiennent le président de la République laïque Bani Sadr.
Après la révolution, l'OMPI refuse de laisser le pouvoir à l'ayatollah Khomeini, qui s'empare du pouvoir avec l'aide du clergé chiite. Bien que leur liberté d'action soit de plus en plus restreinte par le gouvernement de la république islamique d'Iran, l'OMPI continue à mener une intense activité politique, dénonçant la réduction de l'espace démocratique et tentant de s'opposer à la mainmise exclusive du clergé chiite sur l'État. Mobilisant d'importantes manifestations d'opposition dans les principales villes, les moudjahidines sont un des seuls partis politiques à présenter des candidats dans tout le pays en vue des élections législatives de 1981.
Le 20 juin 1981 (30 Khordad 1360), l'OMPI organise une manifestation rassemblant un demi-million de personnes à Téhéran. Cette manifestation est sévèrement réprimée par le gouvernement et le mouvement est déclaré hors-la-loi. Le 28 juin 1981, un attentat à la bombe au siège du Parti républicain islamique jamais revendiqué, mais attribué au MeK par le gouvernement iranien, tue 73 personnes dont plusieurs hauts responsables de ce parti. Cet attentat marque le tournant à partir duquel le Parti républicain islamique s' approprie exclusivement le pouvoir. L'OMPI, elle, est violemment écartée de la vie publique ainsi que ses membres. Une fatwa est alors énoncée par Khomeini qui déclare les moudjahidines illégaux et les identifie à des monafeghins, « hypocrites en matière de religion ».
Massoud Radjavi, chef de l'OMPI, fonde à Téhéran avec d'autres figures de l'opposition le Conseil national de la résistance d'Iran (CNRI), qui regroupe les forces d'opposition qui se sont opposées à la dictature du chah mais qui rejettent la théocratie de Khomeini. En juillet 1981, Radjavi quitte Téhéran et s'installe en France.

## 1973 - 1979: conflits internes et actes de violence du Peykar
En 1973, des membres du l'OMPI devenus marxistes (et qui ont ensuite formé le Peykar) lancent une lutte idéologique interne. Les membres qui ne se convertissent pas au marxisme sont expulsés ou signalés au SAVAK. Ce nouveau groupe marxiste adopte une identité laïque et extrémiste et s'approprie le nom de l'OMPI, tandis que de 1973 à 1979, l'OMPI musulman survit en partie dans les provinces mais principalement dans les prisons,.
Quelques mois avant la Révolution iranienne, le groupe se nomme Peykar (Organisation de lutte pour l'émancipation de la classe ouvrière) le 7 décembre 1978. Le 2 juin 1973, le lieutenant-colonel Louis Lee Hawkins est abattu devant son domicile à Téhéran par deux hommes à moto. En 1975, un officier de l'armée de l'air iranienne impériale a été tué. En août 1976, une voiture transportant trois employés américains de Rockwell International est attaquée et William Cottrell, Donald Smith et Robert Krongard sont tués,.
Vahid Afrakhteh, membre fondateur de Peykar, avoue les meurtres d'américains et est ensuite exécuté,,. Bahram Aram et Vahid Afrakhteh appartiennent tous deux au groupe rival (marxiste) Peykar qui a émergé en 1972, et non à l'OMPI (musulmane). Malgré cela, certaines sources attribuent ces assassinats à l'OMPI. En 2005, le département d'État des États-Unis attribue également à Peykar les assassinats d'américains en Iran. Les Country Reports publiés en avril 2006 indiquent qu'un élément marxiste de l'OMPI a assassiné plusieurs conseillers à la sécurité américains du Shah avant la Révolution islamique.

## Après 1981
Selon Kenneth Kaltzman et le Telegraph dans les années 2000, c'est le groupe d'opposition politique le plus important et le plus actif d'Iran,. En 2021, le Times le qualifie de plus grand groupe d'opposition d'Iran.
Le 28 juin 1981 une bombe explose au siège du Parti de la république islamique à Téhéran, tuant l'ayatollah Mohammad Beheshti ainsi que quatre ministres, six ministres adjoints et un quart du groupe parlementaire du PRI (en tout 74 morts). La République islamique d'Iran blâme d'abord la SAVAK et le régime irakien. Deux jours plus tard, Khomeini accuse l'OMPI,. Parmi leurs victimes de haut rang dans les attentats, on retrouve de hauts responsables iraniens, dont le président Mohammad Ali Rajai et le Premier ministre Mohammad Javad Bahonar en 1981 et Mohammad Beheshti, secrétaire général du Parti de la république islamique et chef du système judiciaire de la république islamique. Selon Ervand Abrahamian, la République islamique se sert de l'incident pour cibler l'opposition de gauche et l'OMPI en particulier. Selon Kenneth Katzman, il y a eu beaucoup de spéculations parmi les universitaires[Lesquels ?] selon lesquelles ces bombardements pourraient avoir été planifiés par des hauts responsables iraniens, pour se débarrasser des rivaux au sein du gouvernement.
En juillet 1981, il y a un attentat contre la personne de l'Ayatollah Khamenei à la mosquée d'Abouzar à Téhéran. Le 30 août 1981, l'Organisation des moudjahiddines du peuple iranien fait exploser une bombe dans le bureau du premier ministre. Le président Mohammad Ali Rajai, le Premier ministre Mohammad Javad Bahonar et le colonel Vahid Dastgherdi, chef de la police iranienne, sont tués dans cet attentat.
L'OMPI a attaqué le régime iranien pour avoir perturbé des rassemblements, interdit des journaux, brûlé des livres, fermé des universités et violé les droits de l'homme des minorités, en particulier les Kurdes.

### Guerre Iran-Irak
En juin 1986, Radjavi part pour l'Irak. En effet, l'OMPI développe aussi sa lutte à partir de l'Irak en 1986, où l'organisation crée l'Armée de libération nationale d'Iran (ALNI). Disposant un temps d'une réelle capacité militaire, elle mène des opérations d'envergure pour ensuite privilégier l'action subversive. Pendant la guerre Iran-Irak, les forces de l'OMPI attaquent régulièrement les troupes iraniennes le long de la frontière et opèrent plusieurs incursions en Iran.
En 1988 après l'entrée en vigueur du cessez-le-feu, l'ALNI tente d'envahir l'Iran, lors de l'opération baptisée « Illumination éternelle » (en persan : Foruq-i Javidan), qui se solde par échec : le groupe est pris dans une embuscade. L'OMPI admettra en 1998 avoir eu 1 304 combattants tués et 1 100 blessés lors de l'opération. Ceci déclenche une vague de répression interne de l'OMPI en Iran.

### Lutte armée et répression en Iran
À la fin de la guerre entre l'Iran et l'Iraq en 1988, à l'été 1988, Khomeini émet une fatwa visant à l'élimination des moudjahiddines du peuple et plus généralement à purger les prisons en supprimant les opposants politiques. Les tribunaux iraniens d'exception ordonnent l'exécution de milliers de prisonniers politiques, dont de nombreux membres des moudjahiddines du peuple.
Le 19 juillet 1988, les autorités ont isolé certaines prisons et mis les tribunaux en vacances pour empêcher les proches de s'enquérir des détenus, et comme le note Ervand Abrahamian, « ainsi commença un acte de violence sans précédent dans l'histoire iranienne ». Selon le Département d'État américain, les «commissions de la mort» responsables des exécutions de prisonniers politiques iraniens en 1988 ont débuté le 19 juillet (1988) et comprenaient l'actuel chef du pouvoir judiciaire iranien et l'actuel ministre de la Justice,. Il a été demandé aux prisonniers s'ils étaient prêts à dénoncer l'OMPI devant les caméras, à aider le gouvernement à trouver des membres de l'OMPI et à nommer des sympathisants secrets. Ceux qui donnaient des réponses insatisfaisantes étaient emmenés et pendus. En 2018, Amnesty International déclare qu'après les exécutions, « la République islamique mène également une campagne continue visant à diaboliser les victimes, à déformer les faits et à réprimer les familles des survivants et les défenseurs des droits humains ». Selon Mohammad Mohaddessin, 30 000 moudjahidines seront exécutés dans les mois qui suivent. Selon l'OMPI, depuis 1981, plus de 120 000 opposants ou sympathisants de l'OMPI ont été exécutés en Iran. Parmi les personnes exécutées figuraient des femmes et des enfants,
Les services secrets du gouvernement iranien procèdent à l'élimination physique de plusieurs membres du mouvement à l'étranger, tandis que l'aviation iranienne bombarde des bases de l'OMPI en Irak en 1997.
Des tirs d'artillerie et de missiles balistiques Scud ont également lieu contre le mouvement. L'Iran tira 4 missiles en 1991, 3 en 1994, et une vague de 66 missiles tirés à partir de 17 véhicules de transport et de lancement entre 4 h 15 et 7 h 30 causant des dégâts considérables aux localités de Jalula, Al Mansuriyah, Al Khalis, Bagdad, Kut, Amara et Bassora, entraînant la mort de nombreux civils.
Malgré cela, l'OMPI parvient à réaliser quelques opérations en Iran. En août 1998, l'ancien procureur en chef des tribunaux révolutionnaires, Assadollâh Lâjevardi a été assassiné. En 1999, la haute personnalité militaire iranienne Ali Sayad Shirazi a été assassiné à Téhéran.
Certaines sources suggèrent que l'OMPI a aidé la Garde républicaine irakienne à réprimer les soulèvements kurdes en 1991,, et d'autres sources affirment que l'OMPI a soutenu la rébellion kurde,. Selon Julien Chauvierre, la destruction de 11 oléoducs en Iran en juin 1993 a été attribuée à l'OMPI.
Le 20 juin 1994, un attentat  contre le mausolée de l'imam Reza fait 25 morts. Il est attribué à l'OMPI et à Ramzi Yousef, membre d'al-Qaïda, par l'Iran, bien que l'OMPI se désolidarise de cet attentat. La revue Middle East International suggère qu'un groupe sunnite pourrait avoir été impliqué,.
Le 2 janvier 2018, le président iranien Hassan Rohani demande à son homologue français Emmanuel Macron de prendre des mesures contre les activités du OMPI basé en France et impliqué selon lui dans les récentes manifestations en Iran.

### Assassinat de membres de l'OMPI en dehors de l'Iran
De 1989 à 1993, la république islamique d'Iran commet de nombreux assassinats de membres de l'OMPI. Entre mars et juin 1990, trois membres de l'OMPI sont assassinés en Turquie. Le 24 février 1990, le Dr Kazem Radjavi (membre du Conseil national) est assassiné à Genève. En janvier 1993, un membre du MEK est assassiné à Bagdad. Le régime iranien serait également responsable du meurtre de Kazem Radjavi en 1990[Selon qui ?]. L'OMPI affirme qu'en 1996, une cargaison de mortiers iraniens aurait été destinée à être utilisée par des agents iraniens contre Maryam Radjavi.

### Camp d'Achraf
Après la chute de Saddam Hussein en 2003, l'armée américaine a d'abord bombardé le camp d'Achraf (en) de l'OMPI, en avril 2003 tuant 61 résidents, avant de signer un accord de désarmement avec l'OMPI le 22 avril 2003. Fondé en 1986, le camp d'Achraf est situé à une centaine de kilomètres au nord de Bagdad et à moins de 80 km de la frontière iranienne. Toutefois, l'armée américaine a pris le contrôle du camp Achraf en juin 2003, et a ensuite désarmé les moudjahiddines du peuple, leur confisquant quelque 2 139 chars, blindés et pièces d'artillerie et les plaçant sous surveillance militaire. Après 16 mois d'enquête, le Pentagone a affirmé qu'aucun des 3 800 membres de l'OMPI situés à Achraf n'était coupable d'infractions aux lois américaines, et les a placés sous le statut de « personne protégée » prévue par la Quatrième convention de Genève (ou Convention de Genève relative à la protection des personnes civiles en temps de guerre).
En décembre 2003, le Conseil de gouvernement de l'Irak (en) a voulu expulser les membres de l'OMPI vers l'Iran, mais a reculé devant l'opposition de Washington. Le Pentagone a officiellement transféré le contrôle du camp de réfugiés au gouvernement irakien le 1er janvier 2009, tout en y conservant une présence militaire. 3 500 Iraniens sont dans ce camp, et l'Irak comme les États-Unis ont assuré qu'ils seraient protégés par les Conventions de Genève.
Bien que bénéficiant de certains soutiens parmi les Irakiens (par exemple Saleh al-Mutlaq, chef sunnite du Front national irakien du dialogue), l'OMPI a été critiqué par le Premier ministre Nouri al-Maliki, qui a déclaré en janvier 2009 qu'il ne les expulserait jamais, mais ne permettrait pas pour autant qu'ils utilisent des bases en Irak. Fin juillet 2009, Maryam Radjavi a annoncé que les moudjahiddines du peuple étaient prêts à retourner en Iran, en échange de « garanties » de la part de Téhéran concernant leur protection. Al-Maliki a ordonné à l'armée irakienne de prendre de force le contrôle du camp d'Achraf, ce qui a été fait le 28 juillet 2009.
Le 8 avril 2011, 28 personnes ont été massacrées dans le camp Ashraf, puis en 2012, la plupart des personnes ont été déplacées dans le camp Liberty, ne laissant qu'une centaine de personnes sur place, comme « gardiens » des propriétés. Le 1er septembre 2013, de nouveaux combats ont lieu et entre 19 et 52 personnes du camp Ashraf sont tuées, 3 soldats irakiens seraient morts. L'OMPI accuse l'armée irakienne d'être responsable de ces morts ce que le Premier ministre al-Maliki nie,,.

### En Occident
L'OMPI et le CNRI révèlent l'existence du programme nucléaire iranien lors d'une conférence de presse le 14 août 2002 à Washington. Le représentant de l'OMPI, Alireza Jafarzadeh, déclare que l'Iran mène deux projets top-secrets, l'un dans la ville de Natanz et l'autre dans une installation située à Arak, ce qui est ensuite confirmé par l'Agence internationale de l'énergie atomique,.
L'OMPI est inscrite sur la liste noire des organisations terroristes du département d'État des États-Unis de 1997 jusqu'à septembre 2012 et sur celle de l'Union européenne de 2002 à janvier 2009. À la suite d'une décision de justice, le Royaume-Uni l'avait déjà désinscrite de sa propre liste en mai 2008.
Certains, dont l'OMPI elle-même, ont lié cette inscription à la politique de rapprochement économique et politique modérée des pays occidentaux avec l'Iran à la suite de l'élection du président Mohammad Khatami en Iran en 1997 et même de Mahmoud Ahmadinejad. En 1997, un membre de l'administration Clinton affirmait en effet qu'il s'agissait d'un geste vis-à-vis de Khatami et selon les révélations de télégrammes de la diplomatie américaine par WikiLeaks, le gouvernement britannique déclare en 2007 qu'il s'agissait de ne pas perturber les négociations sur le dossier nucléaire iranien.
L'Union européenne est le premier partenaire commercial de l'Iran et, selon le site Bakchich, les tractations économiques et diplomatiques concernant le programme nucléaire iranien auraient fortement influencé la décision de l'UE et de Washington de classer l'OMPI en tant qu'organisation terroriste. En interrogeant le ministre français des Affaires étrangères en février 2009 à propos de la politique française vis-à-vis de l'OMPI, le sénateur PS Jean-Pierre Michel déclare :

« Le gouvernement est dans une situation assez paradoxale vis-à-vis du régime iranien. Il compte parmi ses rangs une secrétaire d'État chargée des droits de l’homme et rend service à un régime qui, on le sait, ne cesse de bafouer les droits de l’homme. En soutenant un régime qui applique la peine de mort de façon intensive et fait exécuter sur la place publique des femmes, des jeunes gens et des enfants, un régime qui ne reconnaît aucune liberté publique, nous faisons fausse route, même si nous partageons des intérêts commerciaux avec ce pays ! »

Depuis quelques années, l'OMPI et le CNRI mènent une campagne auprès de l'Europe et les États-Unis pour sortir l'OMPI de la liste des organisations terroristes.
En décembre 2005, la Commission des Relations extérieures et de la Défense du Sénat belge a adopté une résolution visant le gouvernement belge « à examiner, dans le cadre de l'UE, s'il est justifié, sur la base de toutes les informations pertinentes actualisées, de continuer à mentionner l'OMPI sur la liste des organisations terroristes ».
Le 2008, la Cour européenne du Luxembourg a soutenu qu'il n'y avait aucune justification pour inclure le lOMPI dans la liste terroriste de l'UE. Le l'OMPI a été retiré de la liste des terroristes de l'UE le 26 janvier 2009, devenant la première organisation à avoir été retirée de la liste terroriste de l'UE. Le 26 janvier 2009, l'OMPI a été rayée de la liste d'organisations terroristes de l'Union européenne, après une longue bataille juridique et une condamnation des États européens par la Cour de justice des communautés européennes (CJCE). La décision a été prise par les ministres européens des Affaires étrangères réunis à Bruxelles,.
L'organisation bénéficie du soutien de Howard Dean, président du Parti démocrate américain de 2005 à 2009, Louis Freeh, ancien directeur du FBI, James L. Jones, conseiller à la sécurité de Barack Obama, Wesley Clark, ancien général des Forces armées américaines, José María Aznar, ancien premier ministre espagnol, John R. Bolton, conseiller à la sécurité nationale de Donald Trump, Rudy Giuliani, maire de New York et Newt Gingrich, ancien président de la chambre des représentants. Mais certains disent qu'ils sont souvent payés: en mai 2011, le Wall Street Journal révèle que Wesley Clark et Rudy Giuliani ont reçu entre 25 000 et 40 000 dollars pour soutenir l'OMPI. L'OMPI déclare être financé uniquement par des dons d'Iraniens, vivant en Iran ou en exil,. La secrétaire d'État des États-Unis annonce en septembre 2012 que le groupe sera retiré de la liste des organisations terroristes du Département d'État,. En France, des députés, sénateurs, anciens ministres soutiennent les moudjahiddines du peuple. Le 28 septembre 2012, les États-Unis retirent officiellement l'OMPI de leur liste noire des organisations « terroristes ».
Le 2 juillet 2018, un attentat visant le mouvement en France est déjoué.
En juillet 2019, l'ancien premier ministre canadien Stephen Harper participe à une conférence de l'OMPI en Albanie.
En juillet 2023, une manifestation se déroule à Paris, organisée par le groupe, à laquelle participent 3 500 personnes. L'objectif principal de la manifestation était de se mobiliser contre la répression des protestations en Iran, survenue après le décès de Mahsa Amini,,,.

#### Opérations de la république islamique d'Iran contre l'OMPI en Europe
Le 30 juin 2018, la police belge arrête Amir Saadouni et Nasimeh Naami pour « tentative d'assassinat terroriste et préparation d'un acte terroriste » contre un rassemblement de l'OMPI en France. Le couple est retrouvé avec un demi-kilo d'explosifs TATP et un détonateur. La police arrête également Asadollah Asadi, un diplomate iranien en poste à Vienne. Les procureurs allemands (juridiction où Assadi est arrêté) accusent Assadi « d'activité en tant qu'agent étranger et de complot en vue de commettre un meurtre en contactant le couple et en leur donnant un appareil contenant 500 grammes de TATP ». Les procureurs déclarent qu'Asadi est membre du service du ministère iranien du Renseignement et de la Sécurité, une organisation qui se concentre sur « la lutte contre les groupes d'opposition à l'intérieur et à l'extérieur de l'Iran »,,.
En février 2021, Assadi est condamné en Belgique à 20 ans de prison, Nasimeh Naami, à 18 ans et Amir Saadouni à 15 ans de prison.

## Fonctionnement de l'OMPI
Basée en France, l'OMPI est dirigée depuis 1989 par Maryam Radjavi qui se ferait appeler « Soleil de la révolution » par les membres de l'organisation,,.
Dans un rapport de mai 2005, Human Rights Watch a souligné les mauvais traitements que l'OMPI aurait fait subir à ses membres dissidents, allant "de la détention prolongée au secret et de l'isolement cellulaire à des passages à tabac, des abus verbaux et psychologiques, des aveux obtenus par la force, des menaces d'exécution et des tortures qui dans certains cas ont entrainé la mort". En septembre 2005, une mission d'enquête composée de deux parlementaires européens André Brie et Paulo Casaca se rend sur la base d'Achraf de l'OMPI en Irak et publie un rapport qui rejette les accusations de HRW.
Dans un nouveau rapport publié en 2006, HRW rejette les critiques des moudjahidines du peuple en faisant remarquer que ses accusations de torture dans le camp Achraf portent sur la période 1991-2003 ; période durant laquelle la commission d'enquête européenne ne s'est jamais rendue à Achraf.
L'OMPI, quant à elle, souligne d'une part que HRW non plus ne s'est pas rendu à Achraf ; que la politique de Téhéran à l'extérieur vise de manière continue à la discréditer, notamment par le biais d'agents du SAVAK qui influenceraient d'anciens membres de l'OMPI ; et que le rapporteur du HRW, l'Iranien Hadi Ghaemi, serait membre du Conseil national irano-américain, un organisme qui vise notamment à empêcher le retrait de l'OMPI des listes d'organisation terroristes,.

## Campagnes de renseignement contre l'OMPI
Le régime du Shah a mené une campagne de propagande contre l'OMPI, l'accusant « de mener des actes subversifs à la demande de leurs clients étrangers » et affirmant que « les fusillades et les attentats à la bombe ont causé de lourdes pertes parmi les passants et les civils innocents, en particulier des femmes et des enfants ». Il a également obtenu des « aveux publics » accusant d'anciens collègues de crimes, notamment de promiscuité sexuelle. Le régime a affirmé que les MEK étaient des « incroyants se faisant passer pour des musulmans » et a utilisé le terme coranique « monafeqin » (hypocrites) pour les décrire. 
Le Parti de la république islamique a ensuite utilisé bon nombre des mêmes tactiques, qualifiant l'OMPI d'« hypocrites marxistes et d'« électeurs » contaminés par l'Occident, et de « terroristes contre-révolutionnaires » collaborant avec les baathistes irakiens et les impérialistes ». Après l' explosion d'une bombe au sanctuaire de l'Imam Reza à Mashhad en 1994, qui a tué 25 personnes et blessé au moins 70 personnes, le régime iranien a immédiatement blâmé l'OMPI. Un mois après l'attaque, un groupe sunnite se faisant appeler Al-haraka al-islamiya al-iraniya a revendiqué la responsabilité de l'attaque. Malgré cela, le gouvernement iranien a continué de tenir l'OMPI pour responsable des deux attaques.
La république islamique d'Iran a kidnappé et torturé des membres de l'OMPI et leurs familles,. Un rapport de la bibliothèque américaine de la Division fédérale de recherche du Congrès décrit comment le Vevak recrute d'anciens membres de l'OMPI et « les utilise pour lancer une campagne de désinformation contre l'OMPI ». Un rapport du Service général du renseignement et de la sécurité déclare qu'une des tâches du ministère iranien du renseignement et de la sécurité est identifiée à ceux qui sont en contact avec des groupes d'opposition à l'étranger. Les partisans du plus grand groupe d'opposition, l'OMPI, sont particulièrement surveillés. Le rapport indique également que les responsables du régime iranien font pression sur les pays occidentaux pour qu'ils interdisent l'OMPI afin de « déstabiliser l'organisation et diaboliser l'OMPI dans le pays hôte et ainsi mettre un terme à ses activités politiques et sociales »,.
En août 1995, le Conseil économique et social des Nations unies (ECOSCOC) a diffusé un rapport faisant état de certaines déclarations inexactes, en particulier d'allégations selon lesquelles l'OMPI aurait collaboré avec les forces armées du Gouvernement iraquien pour participer à des attaques contre le peuple kurde en 1991 Toujours selon le PDK (Parti démocratique kurde) et l'IPC (Iran Policy Committee), l'OMPI n'a pas été impliquée dans la répression des Kurdes,.

## Perception de l'OMPI en Iran
En Iran, la perception de l’OMPI est incertaine puisque nombre de ses partisans ont été exécutés, torturés ou emprisonnés,.
On peut dire que la présence de l'OMPI en Irak pendant la guerre a minimisé le soutien de la population à l'organisation. Cette affirmation est difficile à prouver en raison de la nature du gouvernement iranien. La République islamique d'Iran est connue pour kidnapper et torturer des membres de l'OMPI capturés et leurs familles,,,,. Selon Raymond Tanter, la popularité de l'OMPI peut être mesurée à travers les déclarations du gouvernement iranien. Citant des recherches récentes menées par ses étudiants à l'Université de Georgetown, Tanter a déclaré que le gouvernement iranien mentionnait sans cesse l'OMPI,.

## Films et séries documentaires
- Un culte qui serait une armée: Culte du caméléon, documentaire de 2007 d'Al Jazeera réalisé par Maziar Bahari
- Le Monde étrange des moudjahiddines du peuple, documentaire de 2012 du BBC World Service réalisé par Owen Bennett-Jones et produit par la société Wisebuddah. Il a remporté le prix du meilleur rapport d'enquête de New York en 2013.
- Camarades en armes (Le camp d'Achraf en Irak est devenu un harem pour le leader), 2014 documentaire télévisé.